# 尤寧維爾 (北卡羅萊納州)
尤寧維爾（英語：Unionville）是一個位於美國北卡羅萊納州尤寧縣的城鎮。

## 人口
根據2020年美國人口普查的數據，尤寧維爾的面積為76.16平方千米，當中陸地面積為75.67平方千米，而水域面積為0.49平方千米。當地共有人口6643人，而人口密度為每平方千米87人。